# Blatt (Mahnmal)

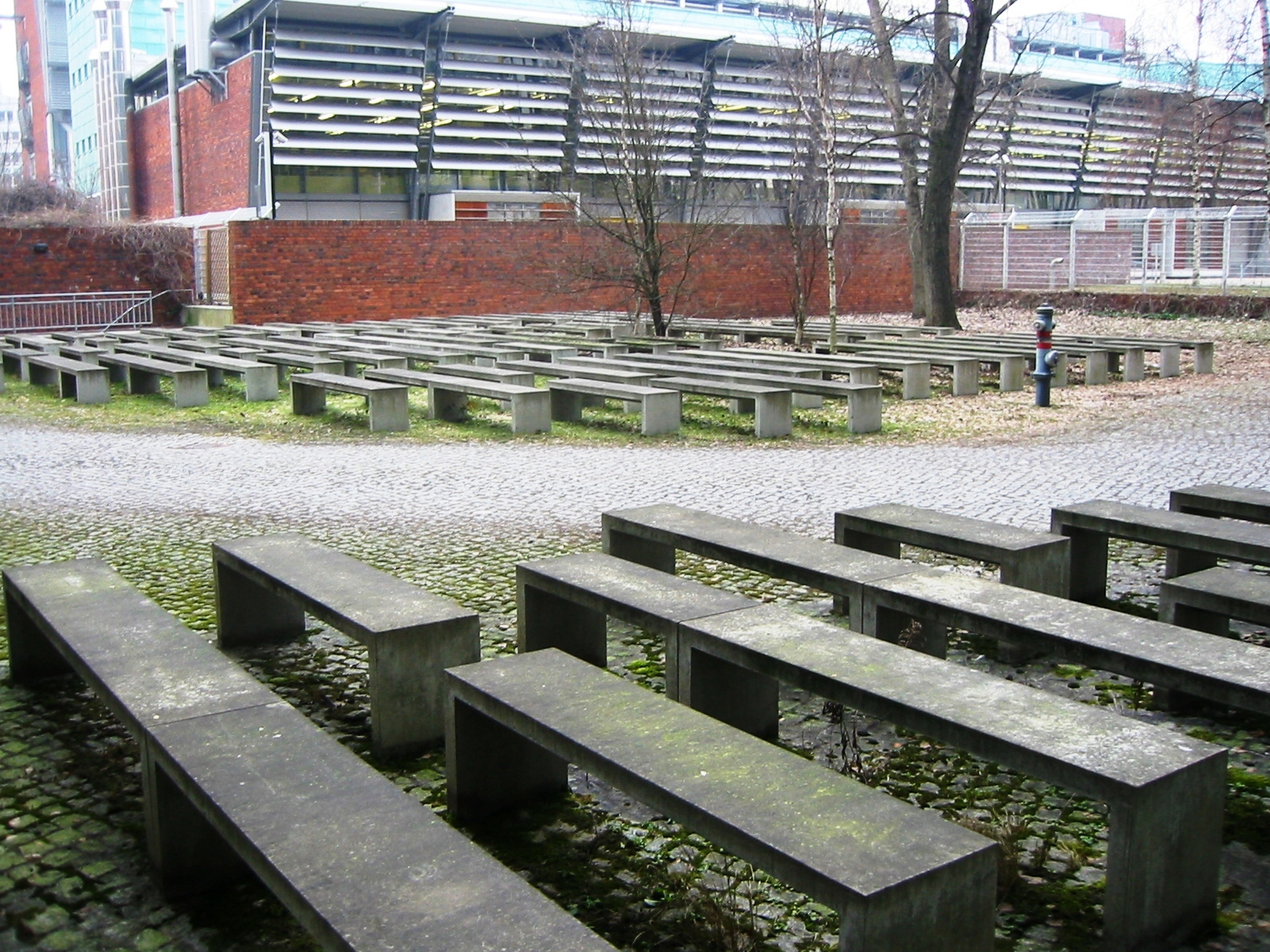
Mahnmal Blatt von Ullman, Hecker und Weizman mit Blick auf ein Gebäude der Bundesdruckerei

Das Mahnmal Blatt ist ein Werk der drei israelischen Künstler Micha Ullman (* 1939), Zvi Hecker (1931–2023) und Eyal Weizman (* 1970). Es steht in einem Innenhof der Barmer Ersatzkasse in der Axel-Springer-Straße im Berliner Ortsteil Kreuzberg. Es ist ein Bestandteil einer elfteiligen Ausstellung mit dem Titel Kunst – Stadt – Raum der Berlinischen Galerie, die im öffentlichen Raum zu sehen ist.

## Aufbau
Das Werk aus dem Jahr 1997 besteht aus Betonbänken, von denen jede rund 50 cm hoch ist. Die Gesamtfläche des Werkes beträgt etwa 30 Meter × 20 Meter.

## Hintergrund
Das Geschäftshaus Ort der Erinnerung der Barmer Ersatzkasse in Berlin liegt in der südlichen Friedrichstadt, einem Gebiet, in dem viele Zeugnisse jüdischer Kultur zu finden sind. Dies ist dem preußischen König Friedrich Wilhelm II. zu verdanken, der durch eine Akkulturation die südliche Friedrichstadt zu einem bevorzugten Wohngebiet des liberalen Judentums machte. Am Standort der heutigen Krankenkasse entstand nach Plänen von Cremer & Wolffenstein in den Jahren 1889–1891 die Synagoge Lindenstraße. Mit 1800 Plätzen war sie das größte sakrale Gebäude Berlins in dieser Zeit. Nachdem das Gebäude während der Novemberpogrome 1938 in Brand geriet und stark beschädigt wurde, führten weitere Beschädigungen im Zweiten Weltkrieg dazu, dass die Synagoge im Jahr 1956 abgerissen wurde.

## Symbolik
Das Mahnmal erinnert an diese Synagoge, indem sie durch die Anordnung der Bänke den exakten Grundriss des einstigen Gebäudes nachbildet. Sie stellen eine einzelne Seite, ein Blatt (daher der Name des Mahnmals) aus einem jüdischen Gebetbuch – dem Talmud – dar.

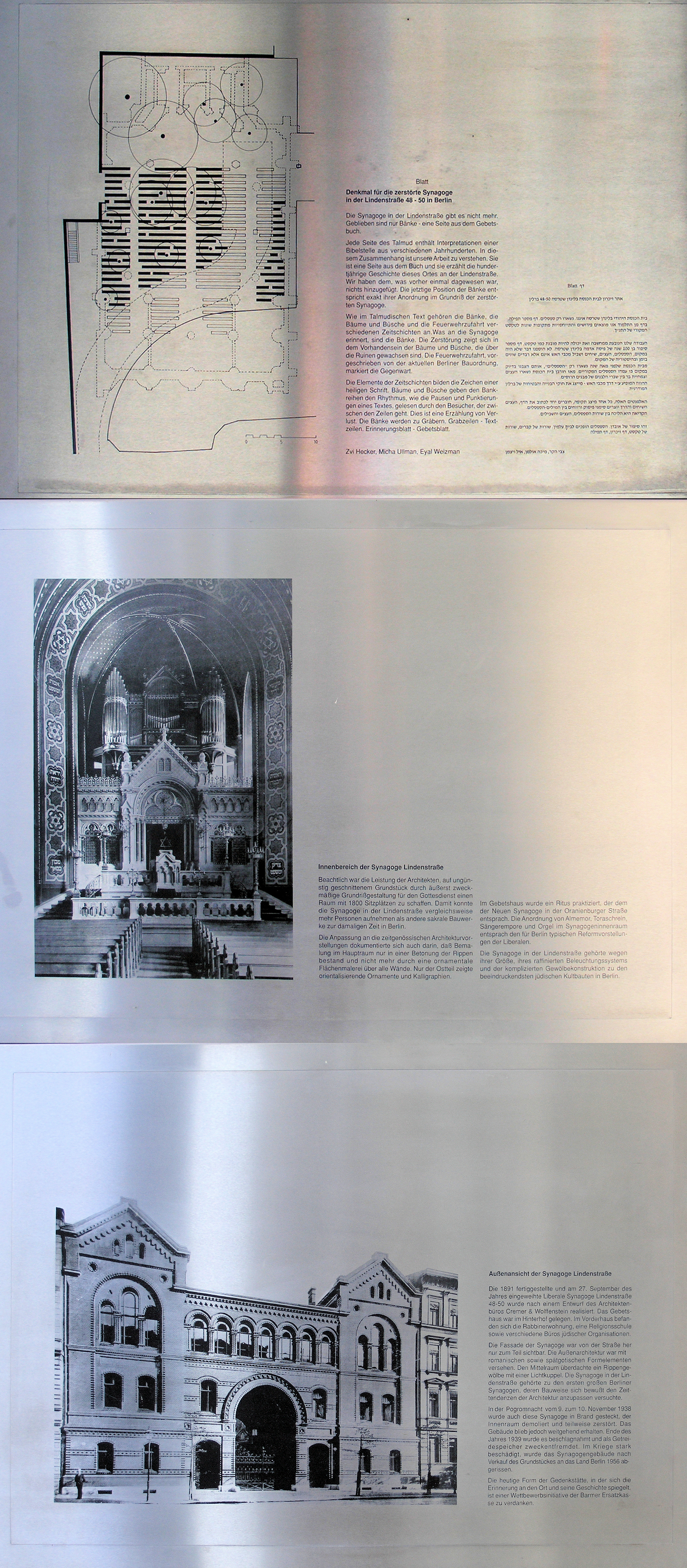
Gedenktafel in der Axel-Springer-Straße 50

Wie der Talmud, so ist auch das Mahnmal aus mehreren Schichten aufgebaut. Die Vergangenheit, die Mischna, wird durch die Bänke repräsentiert. Die Zerstörung, die an dieser Stelle stattgefunden hat, wird durch die Vegetation dargestellt, die mit der Zeit über die Bänke wuchert. Dies ist gleichzusetzen mit der Gemara. Die dritte Schicht des Talmuds, die Kommentare, werden wiederum durch die Feuerwehrzufahrt dargestellt, die sich durch das Mahnmal zieht. Eine „Erzählung von Verlust“.

## Sonstiges
Da das Mahnmal auf dem Privatgrundstück der Krankenkasse liegt, ist es nur werktags zu besichtigen. Am Wochenende versperrt ein Tor den Zugang. Allerdings befinden sich in der Zufahrt drei Gedenktafeln, die weiterhin zugänglich sind.
Als Gegenpol zu diesem Mahnmal befindet sich weiter südlich in der Lindenstraße ein weiteres Werk von Micha Ullman mit dem Titel Nobody.